# Rublič R-7
Die Rublič R-7 Raček (deutsch Möwe) war ein tschechoslowakisches Kunstflugzeug.

## Geschichte
Die R-7 wurde vom Chefkonstrukteur des Orličan-Werks (ehemals Beneš-Mráz) in Choceň, Zdeněk Rublič, ab Anfang der 1960er-Jahre mit dem Ziel entworfen, den staatlichen Aeroklubs ein anspruchsloses, sprich einfach zu wartendes Kunstflugzeug zur Verfügung zu stellen. Rublič konstruierte den Typ deshalb in konventioneller Holzbauweise mit Stoffbespannung und starrem Heckfahrwerk; einzig die Motoraufhängung wurde aus Leichtmetall gefertigt. Als Triebwerk wurde ein Walter Minor 6-III mit 118 kW ausgewählt. Der Bau erfolgte in enger Zusammenarbeit mit dem Segelflug-Entwicklungszentrum (Vývojové plachtařské středisko, VPS) der paramilitärischen Organisation SVAZARM in Medlánky. Noch bevor der Bau des Prototyps abgeschlossen werden konnte, verstarb Rublič, worauf die Arbeiten von Zdeněk Hlavka fortgeführt wurden. 1964 war die R-7 fertiggestellt und startete zum Erstflug. Die nachfolgende Flugerprobung offenbarte eher enttäuschende Flugeigenschaften, so dass beschlossen wurde, das Flugzeug nicht in den Serienbau zu geben, zumal mit den Modellen der Trenér-Reihe leistungsstarke Alternativen zur Verfügung standen. Die R-7 wurde trotzdem noch einen längeren Zeitraum mit dem Kennzeichen OK-80 bei der SVAZARM geflogen.

## Technische Daten
| Kenngröße                | Daten                                                                                             |
| ------------------------ | ------------------------------------------------------------------------------------------------- |
| Länge                    | 6,70 m                                                                                            |
| Spannweite               | 7,50 m                                                                                            |
| Höhe                     | 1,90 m                                                                                            |
| Flügelfläche             | 9,10 m²                                                                                           |
| Flügelstreckung          | 6,35                                                                                              |
| V-Stellung               | 6°                                                                                                |
| Profil                   | Be 1120                                                                                           |
| Hauptfahrwerksspurbreite | 1,80 m                                                                                            |
| Luftschraubendurchmesser | 2,00 m                                                                                            |
| Leermasse                | 521 kg                                                                                            |
| Zuladung                 | 139 kg                                                                                            |
| Startmasse               | 660 kg                                                                                            |
| Flächenbelastung         | 73,5 kg/m²                                                                                        |
| Leistungsbelastung       | 4,1 kg/PS                                                                                         |
| Antrieb                  | ein luftgekühlter 6-Zylinder-Reihenmotor Walter Minor 6-III mit Zweiblatt-Verstellpropeller V-503 |
| Leistung                 | 118 kW (160 PS)                                                                                   |
| Tankvolumen              | 80 l                                                                                              |
| Höchstgeschwindigkeit    | 310 km/h in Bodennähe                                                                             |
| Mindestgeschwindigkeit   | 125 km/h                                                                                          |
| Steigleistung            | 11 m/s                                                                                            |
| Dienstgipfelhöhe         | 8000 m                                                                                            |
| Reichweite               | 350 km                                                                                            |
| Start-/Landerollstrecke  | 255 m / 302 m                                                                                     |
| Besatzung                | 1                                                                                                 |